# Nonadécane
Le nonadécane est un alcane linéaire de formule brute C19H40.